# Sobasina
Genre
Sobasina est un genre d'araignées aranéomorphes de la famille des Salticidae.

## Distribution
Les espèces de ce genre se rencontrent en Océanie et en Asie du Sud-Est.

## Liste des espèces
Selon World Spider Catalog (version 18.0, 19/05/2017) :
- Sobasina alboclypea Wanless, 1978
- Sobasina amoenula Simon, 1898
- Sobasina aspinosa Berry, Beatty & Prószyński, 1998
- Sobasina coriacea Berry, Beatty & Prószyński, 1998
- Sobasina cutleri Berry, Beatty & Prószyński, 1998
- Sobasina hutuna Wanless, 1978
- Sobasina magna Berry, Beatty & Prószyński, 1998
- Sobasina paradoxa Berry, Beatty & Prószyński, 1998
- Sobasina platnicki Prószyński & Deeleman-Reinhold, 2013
- Sobasina platypoda Berry, Beatty & Prószyński, 1998
- Sobasina scutata Wanless, 1978
- Sobasina solomonensis Wanless, 1978
- Sobasina sylvatica Edmunds & Prószyński, 2001
- Sobasina tanna Wanless, 1978
- Sobasina wanlessi Zhang & Maddison, 2012
- Sobasina yapensis Berry, Beatty & Prószyński, 1998

## Publication originale
- Simon, 1898 : Études arachnologiques. 28e Mémoire. XLIII. Arachnides recueillis par M. le Dr Ph. François en Nouvelle-Calédonie, aux Nouvelles-Hebrides (Mallicolo) et à l'île de Vanikoro. Annales de la Société Entomologique de France, vol. 66 p. 271-276 (texte intégral).